# Gare de Sarrance
La gare de Sarrance est une gare qui a été rouverte le 26 juin 2016, sur le territoire de la commune de Sarrance, dans le département des Pyrénées-Atlantiques. Elle suit la gare de Lurbe-Saint-Christau, et précède la gare de Bedous, sur la Ligne de Pau à Canfranc (frontière), dont la section entre Oloron et Bedous.

## Situation ferroviaire
La gare de Sarrance est située au PK 268,817 de la ligne de Pau à Canfranc (frontière), entre les gares ouvertes de Lurbe-Saint-Christau et de Bedous. Entre Sarrance et Lurbe-Saint-Christau s'intercale la gare fermée d'Escot.

## Histoire
Les premières émergences de projet de franchissement du Somport par le Transpyrénéen occidental est envisagé dès 1853, et porté par le député Louis Barthou à partir de 1889. La convention signée le 18 août 1904 prévoit alors la construction des lignes Ax-les-Thermes - Ripoll, Saint-Girons - Lérida et Oloron - Jaca.
Si la vallée d'Aspe et ses élus locaux se sont battus aux côtés de leur député Louis Barthou pour l'obtention d'une ligne ferroviaire sur leur territoire, la perspective des travaux de construction de celle-ci entraine une bataille rangée entre les communes, chacune désireuses de se voir implantée une gare, ou au moins une halte, sur leur territoire.
Sarrance, qui a obtenu sa gare, revendique en 1913 le nom de "Sarrance-les-Bains" sur la plaque en pierre apposée sur le bâtiment de la gare, afin de promouvoir les eaux thermales dites des "Fontaines d'Escot", au dépit des Sarrançais qui considéraient cette dénomination abusive puisque ses sources aux eaux bienfaisantes jaillissaient sur le territoire de Sarrance. Son vœu ne sera néanmoins jamais exaucée, et les thermes des "Fontaines d'Escot" péricliteront après la Première Guerre Mondiale.
La fréquentation de la ligne n'ayant jamais décollée, l'accident du Pont de l'Estanguet limitera les circulations à Bedous en 1970. La gare de Sarrance ferme à son tour aux voyageurs en 1980 et 1985 pour les marchandises, lorsque la section Oloron - Bedous est abandonnée à son tour .
Sous l'impulsion du conseil régional de Nouvelle Aquitaine, la section Oloron - Bedous rouvre en 2016. Cette réouverture ne devait initialement pas s'accompagner d'un arrêt à Sarrance. Mais la persévérance de la municipalité a permis à la commune de bénéficier de l'aménagement d'une halte accompagnant la réouverture de la ligne jusqu'à Bedous.

## Caractéristiques
Le quai est situé le long du bâtiment voyageurs de l’ancienne gare. Techniquement, elle est définie comme un point d’arrêt non géré (PANG). Le quai a une longueur utile totale de 60 mètres et une largeur de 2,50 mètres, avec une zone ponctuellement plus large afin d’accueillir du mobilier de longueur supérieure à 1 mètre (ce qui correspond dans le projet à la zone d’implantation d’un abri-voyageurs).

## Service des voyageurs

### Accueil
Sarrance est un point d'arrêt non géré (PANG). La halte est munie d'un quai unique et d'un abri. La halte est accessible aux personnes à mobilité réduite (PMR) grâce à une rampe située à proximité des escaliers d'accès.
L'ancien bâtiment voyageur, située à proximité, n'est quant à lui plus utilisé

### Desserte
La gare est desservie par :
- La ligne TER 55 des trains TER Nouvelle-Aquitaine qui effectuent des missions entre les gares de Pau et Bedous. .

Au second semestre 2024, l'offre est de 4 aller-retours quotidiens, renforcée à 6 aller-retours en saison estivale.
1657 voyageurs ont fréquenté la gare en 2024

### Intermodalité
La gare de Sarrance permet de faciliter l'intermodalité en réunissant différents modes de transports sur un même lieu.
- Parking gratuit
- Parking à vélo (non sécurisé)
- Arrêt d'autocar (au niveau de l'intersection de la rue de la gare et de la RN 134 pour les relations assurées en autocar)